# Дюмортьерит
Дюмортьери́т — минерал, боросиликат алюминия. Кристаллическая структура островного типа. Обнаружен в 1881 году во французских Альпах и назван в честь французского палеонтолога Э. Дюмортье (фр. Eugène Dumortier; 1803—1873).

## Свойства
Кристаллы очень редки, обычно образует плотные лучистые или волокнистые агрегаты. Дисперсия отсутствует. Сильный плеохроизм (чёрный — красно-бурый — бурый). Люминесценция отсутствует. При прокаливании с нитратом кобальта приобретает синюю окраску. Медленно растворяется в HF.
Можно спутать с азуритом, лазуритом, содалитом. Известны тесные срастания этого минерала с плотным кварцем.

## Места добычи
Встречается в Бразилии, России, Канаде, на Мадагаскаре, Шри-Ланке, в Намибии, США (Калифорния, Невада, в пегматитовых дайках на Манхеттане), Франции (в гнейсах около Лиона и Бьона), Австралии, Польше (Силезия).

## Применение
Используется при производстве высокосортного электротехнического фарфора. Раньше применялся в ювелирных изделиях. Популярный коллекционный минерал.

## Химический состав
Химический состав дюмортьерита интересен тем, что в него входит бор. Дюмортьерит относится к боросиликатам наряду с такими минералами, как корнерупин, призматин, харкерит, грандитьерит, холтит и др.
Дюмортьерит образуется в пегматитах и обогащённых бором метаморфических породах, где он считается самым распространённым боросиликатом после минералов группы турмалина. В дюмортьерите содержится менее 2 % бора, поэтому он не может выступать в качестве руды данного элемента.

## Обработка
Из агрегатов дюмортьерита вырезают фигурки и кабошоны красивого синего цвета. Типичная для других минералов огранка в случае дюмортьерита практически не используется, поскольку пригодные для этого образцы встречаются нечасто. Но в тех редких случаях, когда дюмортьерит всё-таки гранится, результаты превосходят все ожидания.